# Man of the Light
Man of the Light – album muzyczny polskiego skrzypka i saksofonisty altowego Zbigniewa Seiferta. LP nagrany w Tonstudio Zuckerfabrik, w Stuttgarcie w Niemczech w dniach 27–30 września 1976, wydany przez niemiecką wytwórnię MPS w 1976.
Seifertowi towarzyszyli: niemiecki pianista Joachim Kühn i amerykańska sekcja rytmiczna w osobach Cecila McBee (kontrabas) i Billy’ego Harta (perkusja). Obaj ci muzycy grali z pianistą McCoyem Tynerem, który dla Seiferta był właśnie „Man of the Light” i to jemu dedykował ten utwór. W utworze „Love In The Garden” (zagranym w duecie z Seifertem) wystąpił gościnnie holenderski pianista Jasper van ’t Hof. Innym duetem na tej płycie było „Stillness”, grane przez Seiferta (skrzypce) i Cecila McBee (kontrabas). Producentem nagrań był znany niemiecki dziennikarz muzyczny i pisarz Joachim-Ernst Berendt.

## Muzycy
- Zbigniew Seifert – skrzypce
- Joachim Kühn – fortepian (1, 2, 4, 6)
- Cecil McBee – kontrabas (1-4, 6)
- Billy Hart – perkusja (1, 2, 4, 6)
- Jasper van ’t Hof – fortepian elektryczny i organy (5)

## Lista utworów
| 1. | „City Of Spring” (Zbigniew Seifert)                                                       | 6:37  |
|    |                                                                                           |       |
| 2. | „Man of the Light” (Dedicated to McCoy Tyner) (Zbigniew Seifert)                          | 9:45  |
|    |                                                                                           |       |
| 3. | „Stillness” (Cecil McBee, Zbigniew Seifert)                                               | 5:00  |
|    |                                                                                           |       |
| 4. | „Turbulent Plover” (Zbigniew Seifert)                                                     | 7:27  |
|    |                                                                                           |       |
| 5. | „Love In The Garden” (Zbigniew Seifert)                                                   | 6:12  |
|    |                                                                                           |       |
| 6. | „Coral” (Dedicated to my violin teacher, Prof. Stanislaw Tawroszewicz) (Zbigniew Seifert) | 6:54  |
|    |                                                                                           |       |
|    |                                                                                           | 41:55 |
|    |                                                                                           |       |

## Dodatkowe informacje
- Inżynier dźwięku – Chips Platen
- Zdjęcia – Raymond Clement, Reinhard Truckenmüller
- Projekt okładki – Thyrso A. Brisolla
- Łączny czas nagrań – 41:55